# Camarzana de Tera
Camarzana de Tera település Spanyolországban,  Zamora tartományban. Camarzana de Tera Granucillo, Santibáñez de Tera, Santa Croya de Tera, Melgar de Tera, Vega de Tera, San Pedro de Ceque, Brime de Sog és Santibáñez de Vidriales községekkel határos. Lakosainak száma 746 fő (2024).

## Népesség
A település népessége az utóbbi években az alábbiak szerint változott:
| Lakosok száma | 1051 | 988  | 1013 | 982  | 929  | 907  | 839  | 776  | 735  | 746  |
|               | 2001 | 2004 | 2007 | 2009 | 2012 | 2014 | 2017 | 2019 | 2022 | 2024 |